# Avahi vlnatý
Avahi vlnatý (Avahi laniger) je primát z čeledi indriovití (Idriidae). Své jméno získal podle poplašného křiku, který zní jako „ava - hi”. Dorůstá velikosti 63 - 85 cm a hmotnosti kolem 1 kg. Žije na východě Madagaskaru ve skupinách o 2 - 5 členech, které tvoří rodičovský pár s mláďaty. Živí se listím, ovocem, kůrou, někdy i květy. Zbarvení je šedohnědé. Má velké oči, což naznačuje, že se jedná o druh s noční aktivitou.

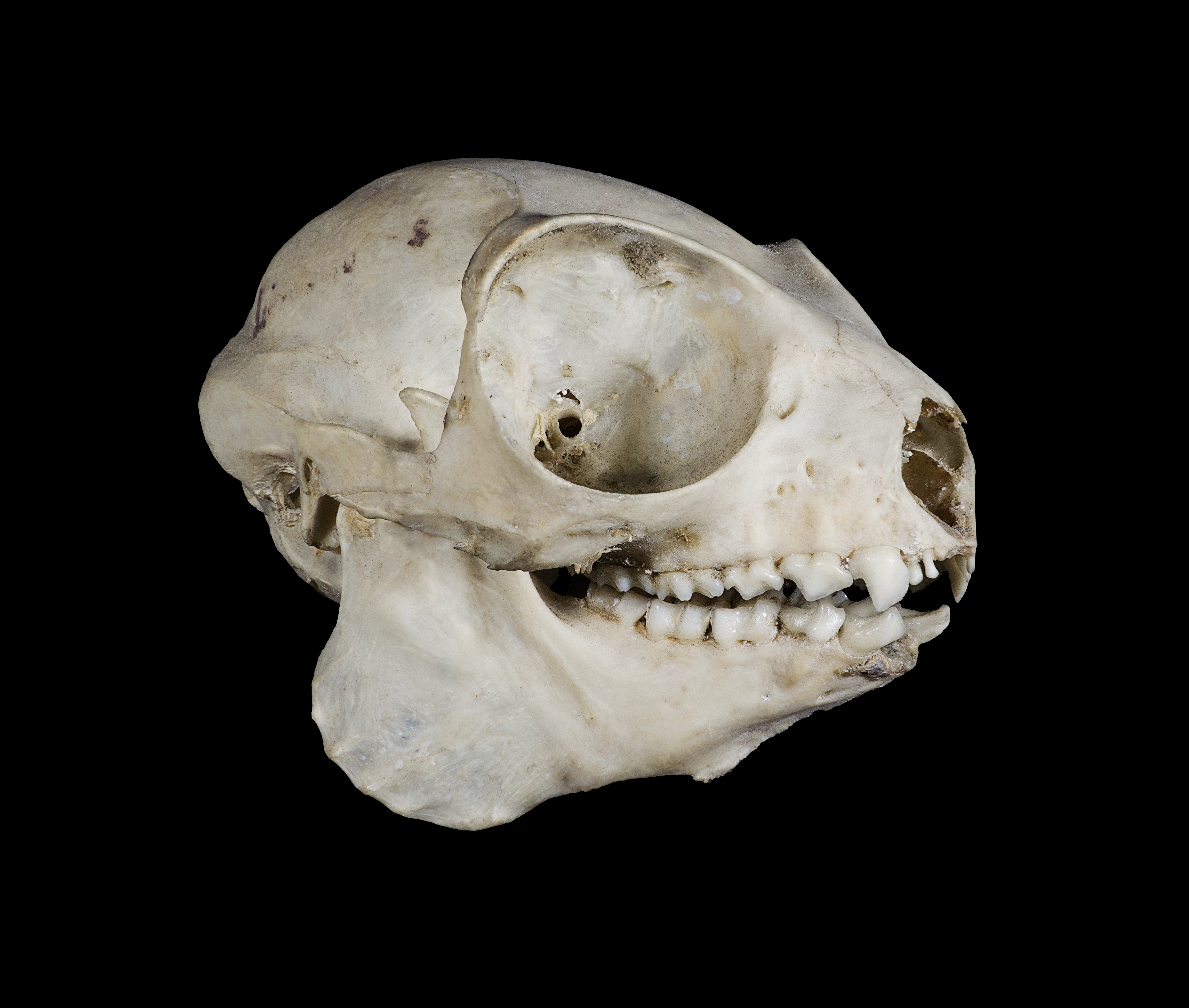
Lebka